# Michael Kindo
Michael Kindo, född 20 juni 1947, död 31 december 2020 i Rourkela i Odisha, var en indisk landhockeyspelare.
Han tog OS-brons i herrarnas landhockeyturnering i samband med de olympiska sommarspelen 1972 i München.